# Родольфо Дубо
Родольфо Дубо (ісп. Rodolfo Dubó, нар. 11 вересня 1953, Пунітакі) — чилійський футболіст, що грав на позиції півзахисника, зокрема за клуб «Палестіно» та національну збірну Чилі.

## Клубна кар'єра
У дорослому футболі дебютував 1973 року виступами за команду клубу «Депортес Овальє», в якій провів один сезон. 
Своєю грою за цю команду привернув увагу представників тренерського штабу клубу «Палестіно», до складу якого приєднався 1975 року. Відіграв за команду із Сантьяго наступні вісім сезонів своєї ігрової кар'єри. Більшість часу, проведеного у складі «Палестіно», був основним гравцем команди.
Протягом 1983—1984 років захищав кольори команди клубу «Універсідад де Чилі».
1985 року повернувся до клубу «Палестіно». Цього разу провів у складі його команди ще чотири сезони. Граючи у складі «Палестіно» також здебільшого виходив на поле в основному складі команди.
Завершив професійну ігрову кар'єру у нижчоліговому «Лосапенко», за команду якого виступав протягом 1989 року.

## Виступи за збірну
1977 року дебютував в офіційних матчах у складі національної збірної Чилі.
У складі збірної був учасником розіграшу Кубка Америки 1979 року, де здобув «срібло», чемпіонату світу 1982 року в Іспанії, де виходив на поле в усіх трьох іграх своєї команди, а також розіграшу Кубка Америки 1983 року.
Загалом протягом кар'єри у національній команді, яка тривала 9 років, провів у формі головної команди країни 46 матчів, забивши 3 голи.

## Титули і досягнення
- Срібний призер Кубка Америки: 1979